# Gare de Saint-Sébastien
Gare de Saint-Sébastien – stacja kolejowa w Saint-Sébastien, w departamencie Creuse, w Nowa Akwitania, we Francji.
Jest stacją Société nationale des chemins de fer français (SNCF), obsługiwaną przez pociągi TER Limousin.

## Położenie
Znajduje się na wysokości 322 m n.p.m., na 322,967 km linii Orlean – Montauban, między stacjami Éguzon i La Souterraine.
Ze stacji wychodzi również linia do Guéret (obecnie zlikwidowana).

## Historia
Otwarcie stacji nastąpiło 28 czerwca 1883 r. przez Compagnie du Chemin de fer de Paris à Orléans.
16 sierpnia 1886 uruchomiono linię z Saint-Sébastien do Guéret. Linię dla ruchu pasażerskiego zamknięto w dniu 27 czerwca 1940 r., a dla ruchu towarowego w dniu 18 maja 1952 r. i została zlikwidowana 12 listopada 1954.

## Usługi dla pasażerów
Jest wyposażona w dwa boczne perony: Peron nr 1 ma długość 385 m oraz peron 2 długość 440 m. Oba perony posiadają wiatę peronową, a dostęp do nich umożliwia kładka nad torami.

### Serwis
W roku 2013, Saint-Sébastien jest obsługiwany przez pociągi TER Centre, które kursują między Orleanem, Vierzon, Châteauroux i Limoges. Jednostki które obsługują stację to Z 7300, Z 21500 i czasami B 81500.